# Jamno, Hạt Gryfino
Jamno [ˈjamnɔ] là một khu định cư ở khu hành chính của Gmina Mieszkowice, thuộc hạt Gryfino, West Pomeranian Voivodeship, ở phía tây bắc Ba Lan, gần biên giới Đức.
Trước năm 1945, khu vực này là một phần của Đức. Đối với lịch sử của khu vực, xem Lịch sử của Pomerania.